# Бяла топола
Бялата топола (Populus alba), наричана още кавак, е широколистно дърво, високо до около 25 м; младите клонки и пъпките са гъсто овласени, листата са дълги до 12 cm, длановидно насечени до овално-вълновидни, отгоре тъмнозелени, отдолу гъсто овласени и белезникави. Цветовете са разположени двудомно, събрани в реси. Семената са дребни, крушовидни, с власинки. Среща се край реките в ниския и среден планински пояс до 1000 м н.в.

## Медицински свойства
Няма научни данни за някакви особени медицински ползи. 

## Галерия
- Кора
- Populus alba
- Лист – горна повърхност
- Лист – долна повърхност
- Мъжко съцветие
- Плодове, семена